# Oroszországi média
Az oroszországi média (orosz: Средства массовой информации, rövidítve СМИ) a helyi tömegtájékoztatási eszközöket foglalja magába, mint pl. az újságok, a rádió, a televízió és az internet. 
A 2010-es években az országban több mint 83 ezer aktív és hivatalosan bejegyzett médiaorgánum működik, amelyek 102 nyelven sugároznak információkat. A média a következőképpen oszlik meg: magazinok: 37%, újságok: 28%, online média: 11%, TV: 10%, rádió: 7%, hírügynökségek: 2%. A nyomtatott sajtó, amely az összes média kétharmadát teszi ki, túlsúlyban van.
Annak ellenére, hogy Oroszország alkotmánya garantálja a szólásszabadságot, a médiát cenzúra sújtja. A Riporterek Határok Nélkül szervezet, – amely évente összeállítja és közzéteszi az országok sajtószabadságra vonatkozó eredményeit, – 2019-ben Oroszországot 180 ország közül a 149. helyre sorolta, a legkevésbé szabad országok közé, elsősorban Vlagyimir Putyin intézkedéseinek köszönhetően. 

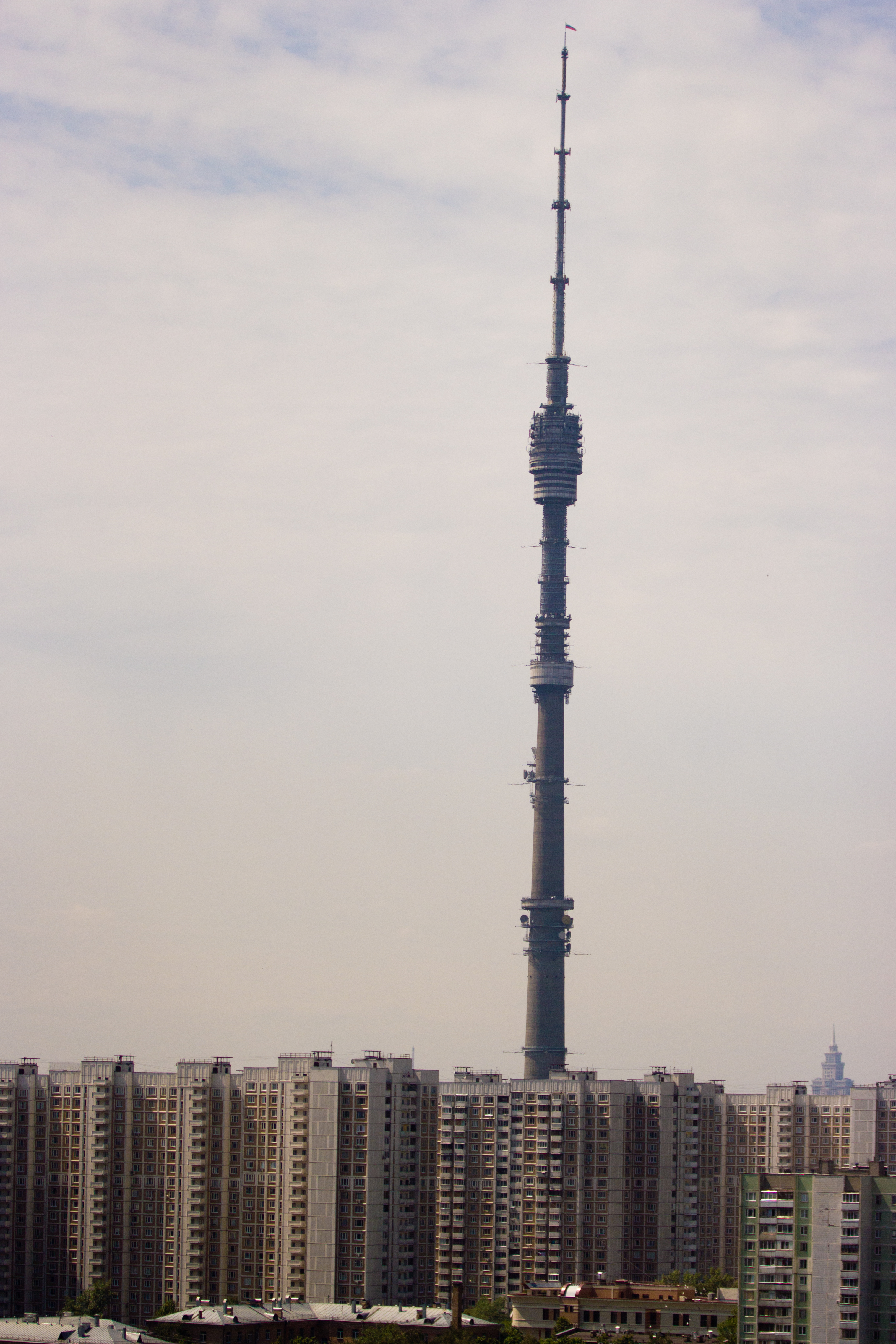
Az osztankinói tévétorony

## Lista
Az oroszországi média listája a Német Szövetségi Köztársaság Külügyminisztériumi, a Brit Hírcsatorna (BBC), a mediaatlas.ru, a Brémai Egyetem adatait mutatja.

### Hírügynökségek
- TASZSZ (állami)
- RIA Novosztyi (2013-ban megszűnt, mint márkanév maradt meg. Az állami VGTRK[6] tagja)
- Interfaksz (magán)

### Televízióállomások

#### Országos
- Pervij Kanal (A lakosság 86,2%-a nézi, az állam a többségi tulajdonos)
- Rosszija 1 (79,1%; a VGTRK tagja)
- NTV (60,8%; az állam a többségi tulajdonos)
- REN TV (31,2%; Lukoil a tulajdonos)
- SZTSZ (55%)
- TNT (38,9%; Gazprom-Megyia)[7]

#### Regionális
- TV Centr (19,4%; a moszkvai önkormányzat tulajdona)
- Kultura (18,6%; a VGTRK tagja)

### Rádióadók
- Ragyio Rosszii (állami)
- Ragyio Majak (állami)
- Eho Moszkvi (Gazprom-Megyia a tulajdonos) 2022. március 4-én állami nyomásra likvidálták a rádióadót.[8]
- Szvoboda rádió (amerikai állami fenntartású) A Szabad Európa Rádió orosz nyelvű adója.

Ezenkívül több kisebb helyi és regionális rádió is működik.

### Napilapok
- Moszkovszkij Komszomolec
- Komszomolszkaja Pravda
- Trud
- Rosszijszkaja Gazeta
- Izvesztyija
- Kommerszant
- Vremja Novosztyej
- Gazeta
- Vedomosztyi
- Nezaviszimaja Gazeta
- The Moscow Times

### Hetilapok és magazinok
- Argumenti i Fakti
- Novaja Gazeta
- Moszkovszkije Novosztyi
- Ogonyok
- Kommerszant-Vlaszty
- Itogi
- Expert
- Novoje Vremja
- Gyenygi
- Russzkij Newsweek
- Moskauer Deutsche Zeitung
- St. Petersburg Times

## Forrás
- A Német Szövetségi Köztársaság Külügyminisztériuma, a Brit Hírcsatorna (BBC), a mediaatlas.ru, a Brémai Egyetem adatai.